# Metrosideros collina
Metrosideros collina är en myrtenväxtart som först beskrevs av Johann Reinhold Forster och Johann Georg Adam Forster, och fick sitt nu gällande namn av Asa Gray. Metrosideros collina ingår i släktet Metrosideros och familjen myrtenväxter.

## Underarter
Arten delas in i följande underarter:
- M. c. collina
- M. c. fruticosa
- M. c. villosa

## Bildgalleri

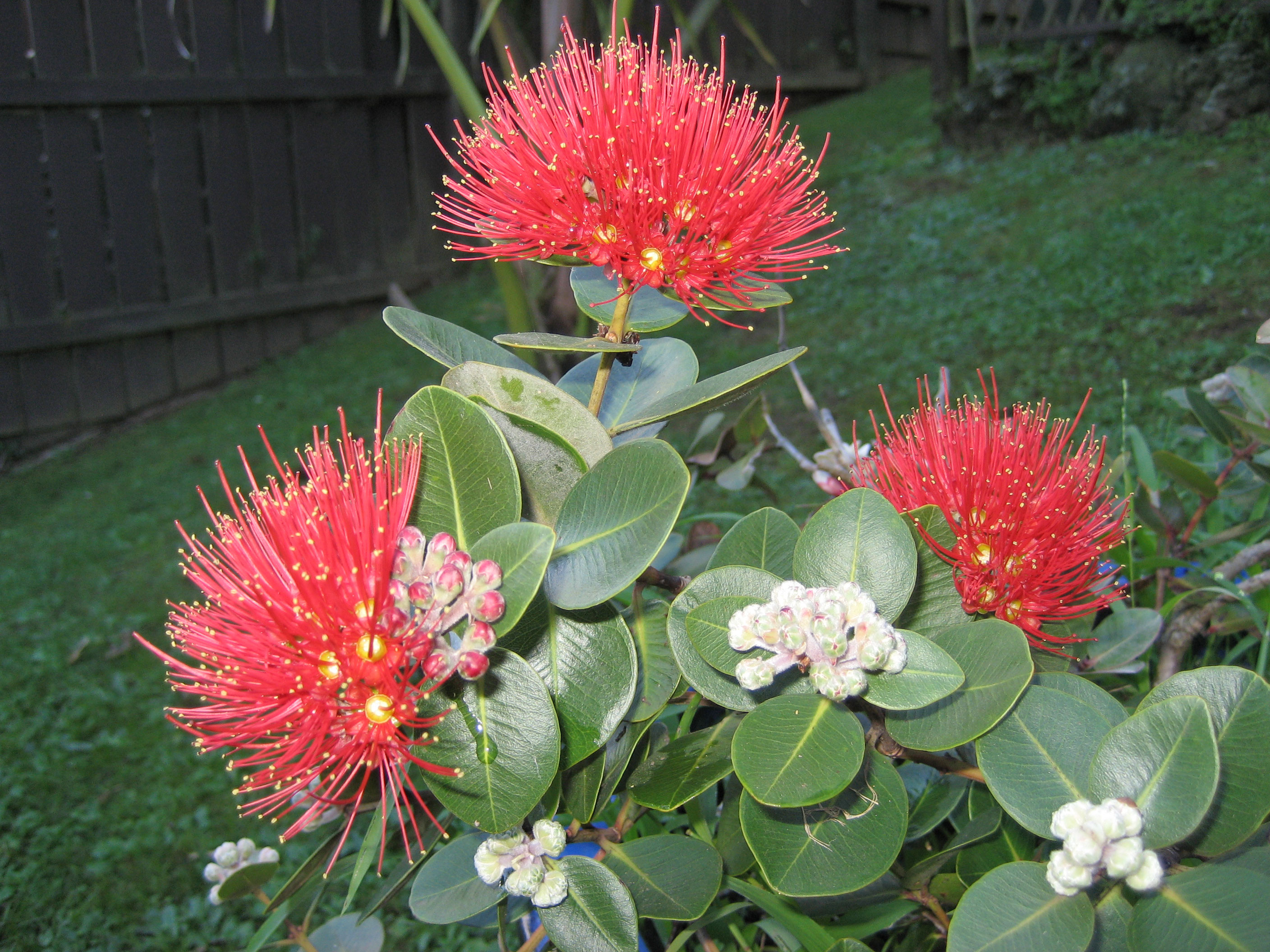
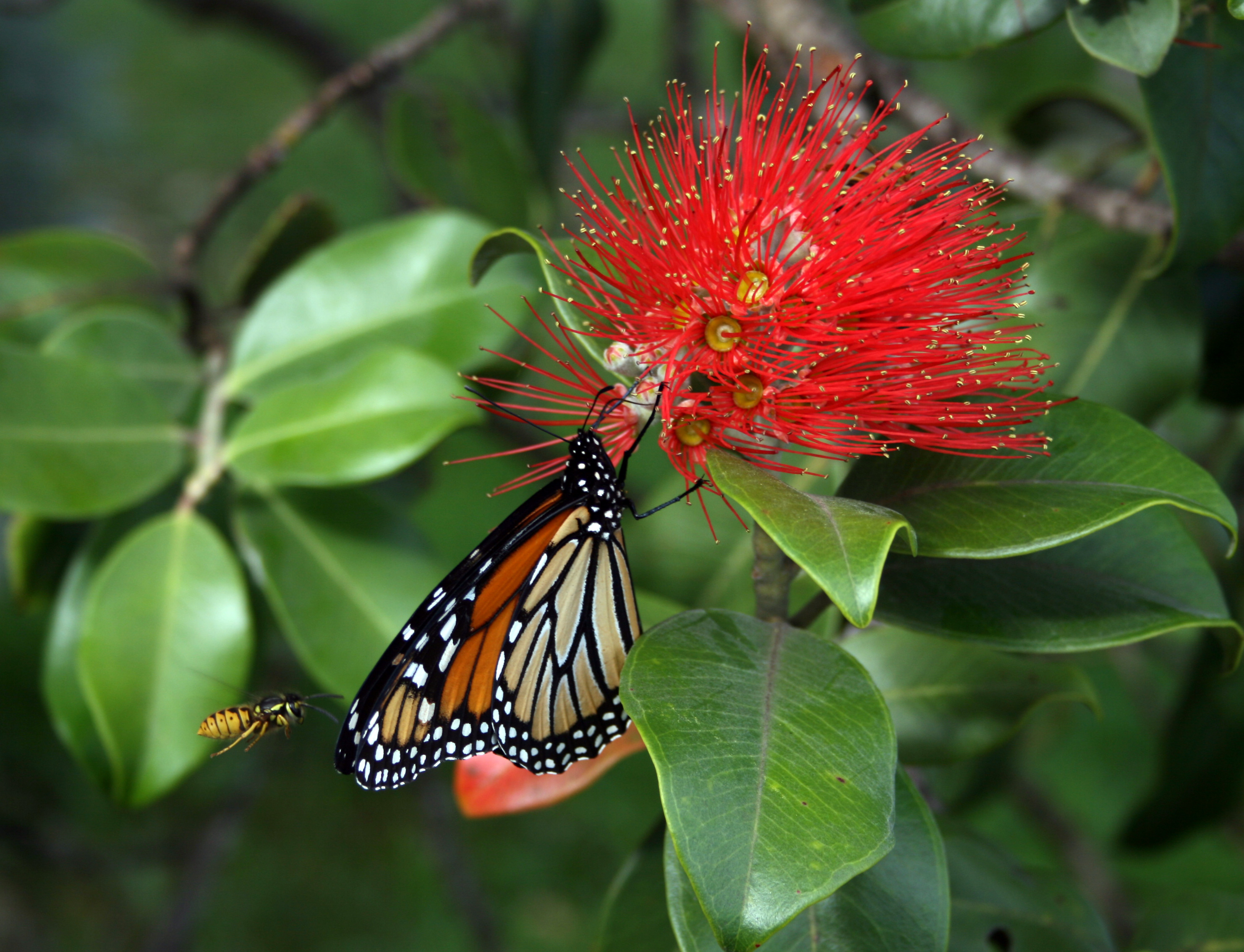
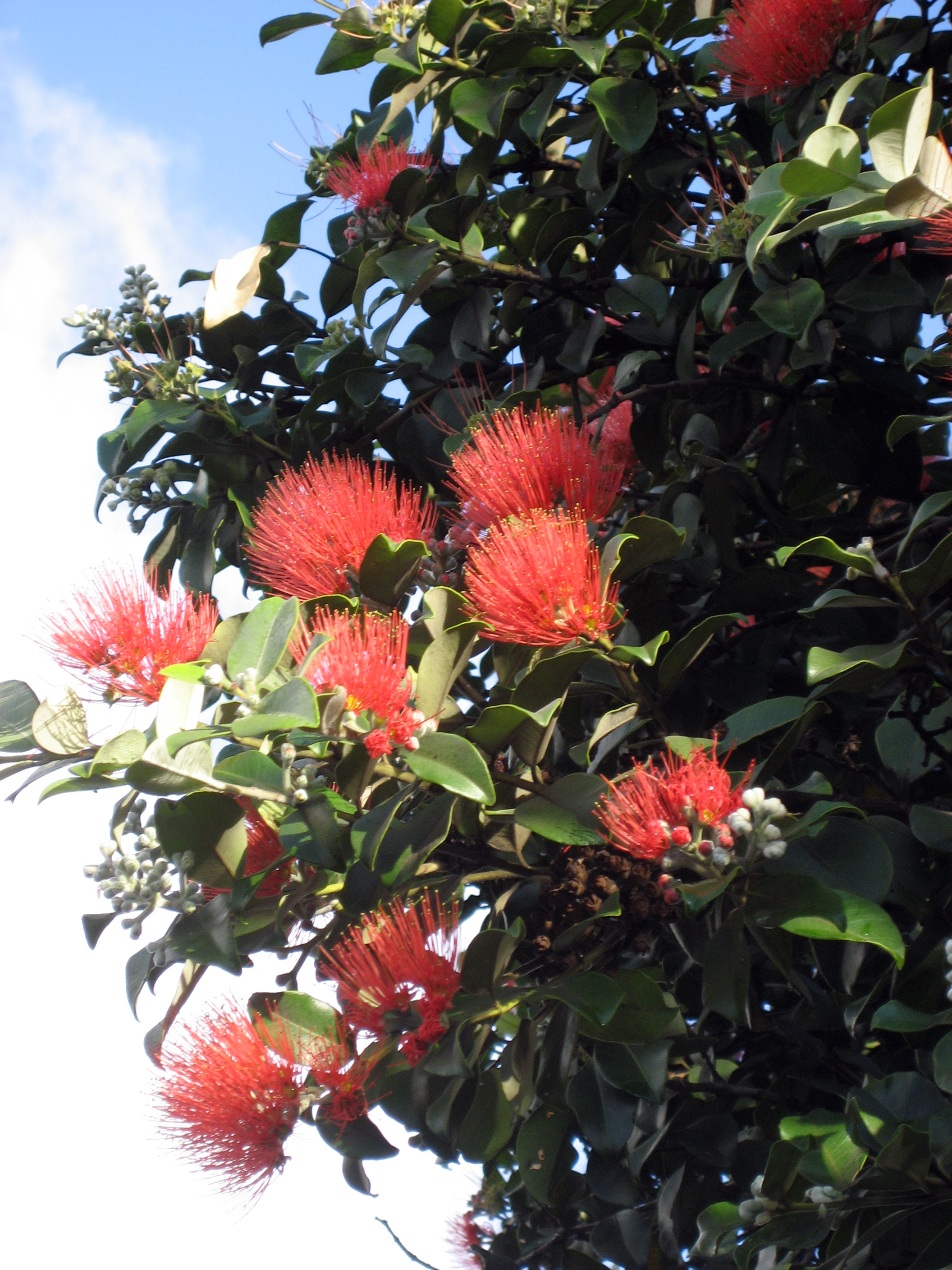
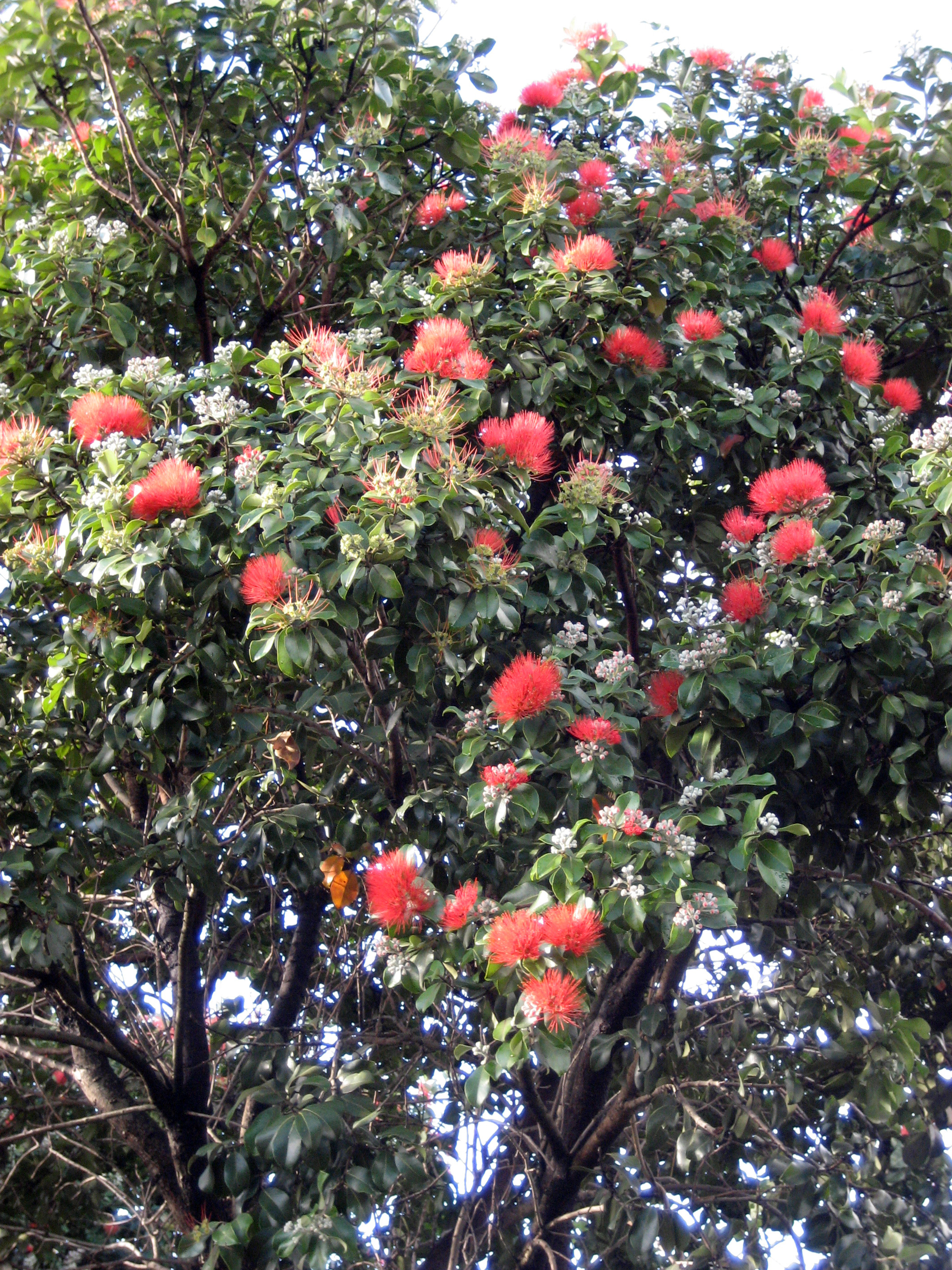
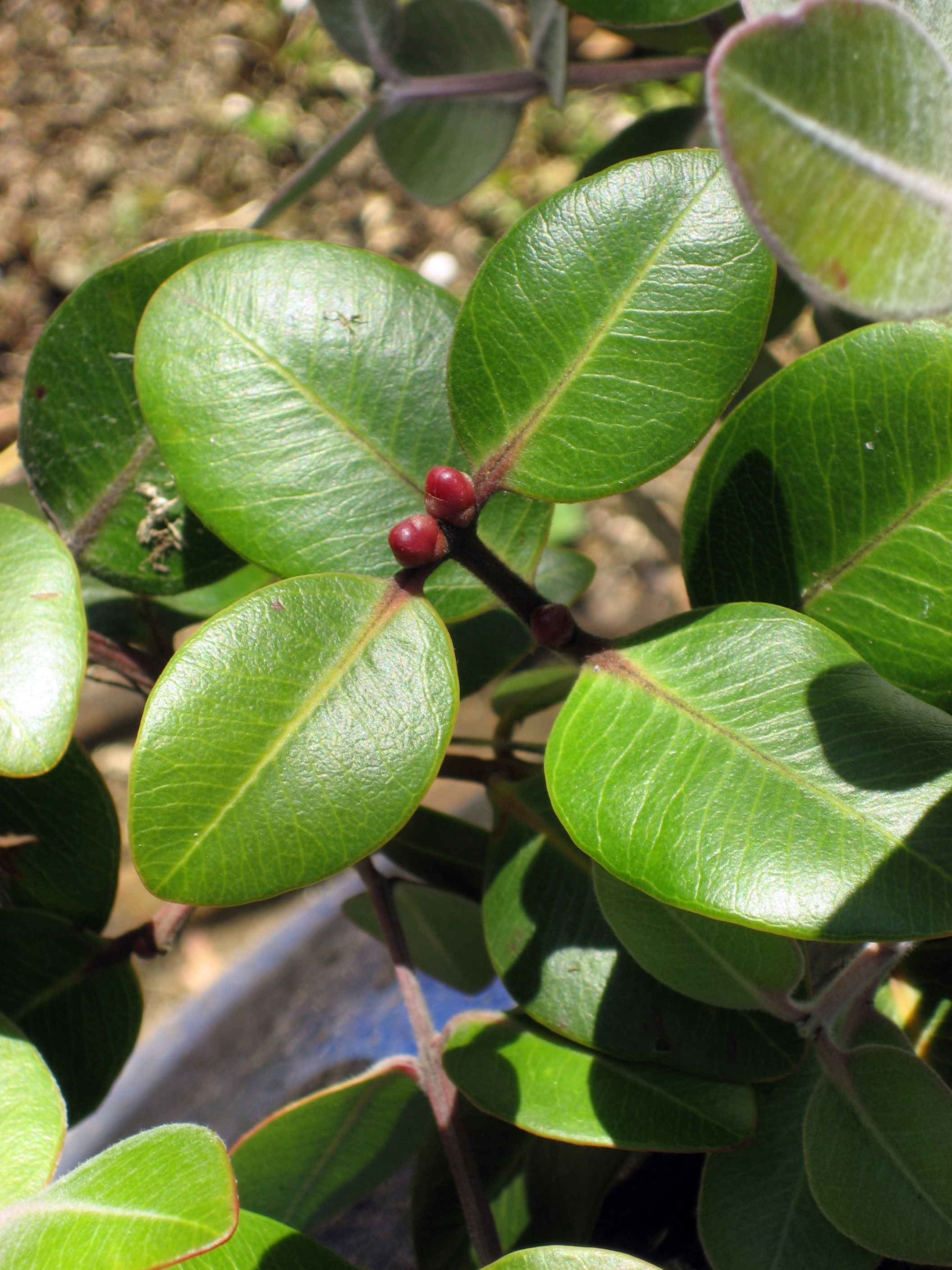
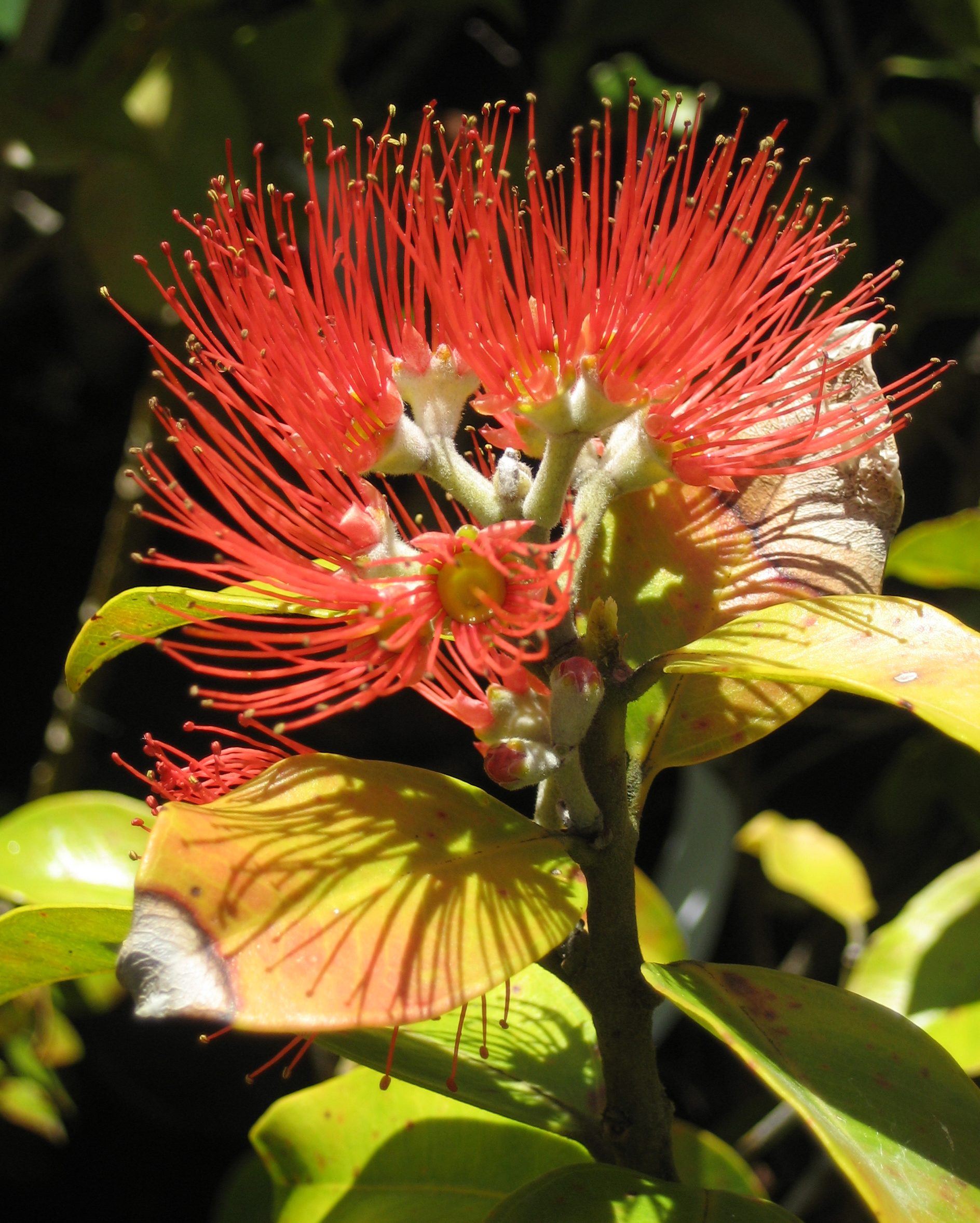